# Leucozafiro
El leucozafiro es una variedad del corindón, y comparte en gran medida sus cualidades. Forma parte de la familia de los óxidos. Es incoloro y transparente. Tiene una dureza de 9 en la escala de Mohs.

## Nombre
Su nombre proviene del griego leukos (blanco) y la palabra zafiro.

## Yacimientos
En Estados Unidos y Sri Lanka.

## Usos
Únicamente se usa como piedra preciosa
- Datos: Q3831236